# Simulium liberiense
Simulium liberiense är en tvåvingeart som beskrevs av Garms 1973. Simulium liberiense ingår i släktet Simulium och familjen knott.
Artens utbredningsområde är Liberia. Inga underarter finns listade i Catalogue of Life.